# Змінні зорі подвійної періодичності
Змінні зорі подвійної періодичності (англ. double periodic variables, DPV) — тип затемнюваних зір, яскравість яких змінюється не лише через затемнення однієї компоненти іншою, а також із періодом, приблизно в 33 рази довшим, ніж орбітальний період.

## Опис
Така зоряна система є напіврозділеною (англ. semidetached), одна з компонент — зоря спектрального класу В. Компонент, на який відбувається акреція, має довкола себе оптично товстий диск із цієї речовини. Є припущення, що такі подвійні зоряні системи періодично викидають у міжзоряне середовище частину речовини з акреційного диска. Система характеризується фотометричною змінністю — еліпсоїдальною (DPV/ELL) чи затемнюваною (DPV/E) з періодом декілька днів — та довгим фотометричним циклом тривалістю приблизно 33 орбітальних періоди. Про виявлення цього типу змінності було повідомлено 2008 року. На той час причина довгоперіодичної змінності не була встановлена.
Змінні цього типу дуже рідкісні й на 2009 рік було відомо ~12 кандидатів у Чумацькому Шляху та ~110 у галактиках Велика та Мала Магелланові Хмари, де вони власне були вперше відкриті. 
Приклади найкраще досліджених зір цього типу: AU Єдинорога, V393 Скорпіона, V356 Стрільця, OGLE LMC–SC8–125836 (M08), OGLE LMC–SC13–156235.